# Noosa Heads
Noosa Heads est une ville australienne située dans la zone d'administration locale de Noosa, au Queensland.

## Géographie
Noosa Heads est une localité côtière située au bord du fleuve Noosa et du parc national de Noosa, dans lequel la partie nord-est de la ville est comprise. 
Avec les villes voisines de Noosaville et Tewantin, elle forme la grande banlieue nord de la Sunshine Coast. Noosa Heads dispose d'un spot de surf réputé baigné par la mer de Corail, au sud-est de l'océan Pacifique.

## Histoire
La localité de Noosa voit le jour dans les années 1860 et fait partie du comté de Noosa, créé en 1910. Devenu un lieu d'activités touristiques, Noosa est rebaptisée Noosa Heads en 1988. En 2008, le comté de Noosa est supprimé et rattaché à la zone d'administration locale de la Sunshine Coast, avant d'être rétabli en 2014.

## Démographie
| 2006  | 2011  | 2016  | 2021  |
| ----- | ----- | ----- | ----- |
| 3 658 | 3 999 | 4 484 | 5 120 |